# Melania (livro)
Melania é um livro de memórias de mesa de centro escrito pela ex-e próxima primeira-dama dos Estados Unidos, Melania Trump, publicado em 8 de outubro de 2024. Melania é a esposa de Donald Trump, presidente eleito dos Estados Unidos, isso faz dela a primeira-dama do país a partir de 20 de janeiro de 2024.
Antes de seu lançamento, as pré-encomendas de Melania alcançaram o topo de várias listas de livros mais vendidos da Amazon. O livro estreou em primeiro lugar na lista de mais vendidos do The New York Times no gênero não ficção.

## História
Em 25 de julho de 2024, a então ex-primeira-dama Melania Trump anunciou que estava escrevendo um livro de memórias com lançamento previsto para o outono. Ela descreveu o processo de escrita como "incrivelmente gratificante", mas "assustador às vezes". Ela promoveu o livro postando uma série de vídeos curtos nas redes sociais e conduzindo uma entrevista com Ainsley Earhardt na Fox & Friends em 26 de setembro de 2024, sua primeira entrevista em mais de dois anos. Seu marido, o ex-presidente Donald Trump, também promoveu o livro em seus comícios enquanto concorria à reeleição, embora admitisse que ainda não o havia lido.

## Conteúdo
Nas memórias, Melania Trump reflete sobre sua infância na Eslovênia controlada pela Iugoslávia, sua carreira de modelo, como conheceu Donald Trump em 1998 e seu mandato como primeira-dama de 2017 a 2021.
O livro de memórias também revelou algumas crenças pessoais de Melania Trump, até então desconhecidas do público, como ser pró-escolha, uma visão que contrasta com a de seu marido. Além disso, ela afirmou que discordava veementemente da política de separação familiar do marido em 2018. No entanto, ela ecoou as alegações de negação das eleições de 2020 do marido, escrevendo: "Muitos americanos ainda têm dúvidas sobre as eleições até hoje. Não sou a única pessoa que questiona os resultados."

## Recepção

### Recepção crítica
Melania foi criticada por sua falta de percepção sobre seu casamento com Donald Trump, com Alexandra Jacobs do The New York Times caracterizando o livro de memórias como tendo um estilo de escrita ofuscante que "mal aborda os mistérios de seu casamento".  Uma "formalidade inconfundível na descrição do casamento" também foi notada por Sheila Flynn do The Independent. “Se os Trumps alguma vez tiverem conversas significativas, não as encontrará aqui”, escreveu Keziah Weir para a Vanity Fair.
No entanto, os escritores do The Washington Post e da Variety escreveram, respectivamente, que o livro de memórias revelou "um lado da sua personalidade que normalmente não vemos" com "alguns lampejos ocasionais de percepção".